# وانا ویدو
وانا ویدو (به لاتین: Vana-Võidu) یک روستا در استونی است که در دهستان ویلیاندی واقع شده‌است.